# Дедушкин, Николай Степанович
Николай Степанович Дедушкин — советский хозяйственный, государственный и политический деятель.

## Биография
Родился в 1915 году в селе Альшеево. Член КПСС.
С 1933 года — на хозяйственной, общественной и политической работе. В 1933—1994 гг. — учитель, красноармеец, участник Великой Отечественной войны, политработник в послевоенной Советской Армии, директор средней школы в Ленинграде, Председатель Союза писателей Чувашской АССР, доцент Чувашского государственного университета.
Член Союза писателей СССР, кандидат филологических наук.
Умер в Чебоксарах в 1995 году.